# Смит, Джордан (футболист)
Джордан Хаким Смит Ваинт (исп. Jordan Hakeem Smith Wint ; 23 апреля 1993, Сан-Хосе, Коста-Рика) — коста-риканский футболист, защитник клуба «Сантос Гуапилес».

## Биография
Воспитанник «Саприссы». В 17 лет Смит уехал во Францию. Там он некоторое время выступал за вторую команду «Гавра». В скором времени он вернулся в родную «Саприссу», с которой выигрывал первенство Коста-Рики. В 2015 году защитник на правах аренды перешёл в канадский клуб MLS «Ванкувер Уайткэпс». По окончании сезона MLS 2016 Джордан вновь вернулся в «Саприссу».

## Сборная
За национальную сборную Коста-Рики Смит дебютировал в 2013 году. Ранее в составе молодёжной сборной он принимал участие в Чемпионате мира среди молодёжных команд в Колумбии в 2011 году.

## Достижения
«Саприсса»
- Чемпион Коста-Рики (2): 2014 (лето), 2014 (зима).
- Обладатель Кубка Коста-Рики: 2013.